# نادي تور
نادي تور (بالفرنسية: Tours Football Club)‏ نادي كرة قدم فرنسي يلعب في دوري الدرجة الثانية . تم تأسيس النادي في سنة 1919 .